# Erzbistum Denver
Das in den USA gelegene Erzbistum Denver (lat.: Archidioecesis Denveriensis) ist eine Diözese der römisch-katholischen Kirche mit Sitz in Denver, Colorado. 

## Geschichte
Das Erzbistum ging hervor aus dem 1868 durch Papst Pius IX. errichteten Apostolisches Vikariat Colorado und Utah, das aus dem Bistum Santa Fe herausgelöst wurde. Nachdem es bereits 1879 seinen Namen auf Apostolisches Vikariat Colorado geändert hatte, wurde es am 16. August 1887 unter Leo XIII. als Bistum Denver benannt und der Kirchenprovinz Santa Fe unterstellt.
Am 15. November 1941 wurde das Bistum Pueblo aus ihm herausgetrennt und das Bistum Denver selbst zum Erzbistum erhoben. Als solches ist es bis heute Metropolitanbistum der Suffraganbistümer Pueblo, Cheyenne und Colorado Springs.
Das Erzbistum umfasst 25 Countys im nördlichen Colorado: Adams County, Arapahoe County, Boulder County, Broomfield County, Clear Creek County, Denver County, Eagle County, Garfield County, Gilpin County, Grand County, Jackson County, Jefferson County, Larimer County, Logan County, Moffat County, Morgan County, Phillips County, Pitkin County, Rio Blanco County, Routt County, Sedgwick County, Summit County, Washington County, Weld County und Yuma County.

## Bischöfe von Denver
- Joseph Projectus Machebeuf (Macheboeuf) (1868–1889)
- Nicholas Chrysostom Matz (1889–1917)
- John Henry Tihen (1917–1931)
- Urban John Vehr (1931–1941)

## Erzbischöfe von Denver
- Urban John Vehr (1941–1967)
- James Vincent Casey (1967–1986)
- James Francis Stafford (1986–1996, dann Präsident des Päpstlichen Rates für die Laien)
- Charles Joseph Chaput OFMCap (1997–2011)
- Samuel Joseph Aquila (seit 2012)